# 何塞格雷戈里奧莫納加斯市

何塞格雷戈里奧莫納加斯市（西班牙語：Municipio José Gregorio Monagas），是委內瑞拉的一個市，位於該國東北部安索阿特吉州，首府設於馬皮雷，面積9,176平方公里，2001年人口14,347，人口密度為每平方公里1,563.54人。